# Portrait d'Antonio de Covarrubias y Leiva
Le Portrait d'Antonio de Covarrubias y Leiva est une peinture à l'huile sur toile réalisée vers 1595-1600 par Le Greco, datant de son séjour à Tolède. Elle est conservée au Musée du Louvre à Paris, à la suite d'un échange avec des musées espagnols en 1941. 

## Description
Le portrait est celui de l'un des juristes les plus notables de Tolède, professeur de droit à l'université de Salamanque, membre du Conseil de Castille, enseignant à la cathédrale de Tolède, frère de Diego de Covarrubias et ami personnel du peintre. Un autre portrait de lui par Le Greco se trouve au musée El Greco de Tolède, alors qu’il serait également l’une des figures montrées dans son chef-d'œuvre L'Enterrement du comte d’Orgaz. Le fond neutre montre l'influence du Titien et de l'école vénitienne,.